# 北海道道145号伊達インター線
北海道道145号伊達インター線（ほっかいどうどう145ごう だてインターせん）は、北海道伊達市内を結ぶ道道（主要地方道）である。

## 概要

### 路線データ
- 起点：北海道伊達市舟岡町（国道37号交点）
- 終点：北海道伊達市松ケ枝町（道央自動車道伊達IC・北海道道519号滝之町伊達線交点）
- 総延長：1.473 km
- 実延長：1.461 km
- 重用延長：0.012 km

### 道路管理者
- 胆振総合振興局 室蘭建設管理部 洞爺出張所

## 歴史
- 1993年（平成5年）5月11日 - 建設省から、道道滝之町伊達線の一部が伊達インター線として主要地方道に指定される[1]。
- 1994年（平成6年）
  - 4月1日 - 1108号として路線認定[2]。
  - 10月1日 - 路線番号を145号に変更[3]。

## 地理

### 通過する自治体
- 胆振総合振興局
  - 伊達市

### 交差する道路
伊達市
- 国道37号 - 舟岡町（起点）
- 道央自動車道伊達IC - 松ケ枝町（終点）
- 北海道道519号滝之町伊達線 - 松ケ枝町（終点）

### 沿線にある施設など
伊達市
- 伊達市立伊達中学校
- 西胆振消防組合消防本部